# Równina Połtawska
Równina Połtawska - wschodnia, podwyższona część Niziny Naddnieprzańskiej, dochodząca do wysokości ponad 200 m n.p.m.
Charakteryzuje się występowaniem szerokich, płaskich wododziałów, przedzielonych szerokimi dolinami rzecznymi (do 10–12 km) lewych dopływów Dniepru - Psła, Worskli, Suły i ich dopływów. Wcięcie dolin sięga 60–80 m.
Równina jest nachylona z północnego wschodu na południowy zachód.